# (1814) Bach
(1814) Bach – planetoida z pasa głównego planetoid okrążająca Słońce w ciągu 3 lat i 119 dni w średniej odległości 2,23 au Została odkryta 9 października 1931 roku w Landessternwarte Heidelberg-Königstuhl w Heidelbergu przez Karla Reinmutha. Nazwa planetoidy pochodzi od Johanna Sebastiana Bacha (1685-1750), niemieckiego kompozytora. Przed nadaniem nazwy planetoida nosiła oznaczenie tymczasowe (1814) 1931 TW1.